# Представительство США при ООН

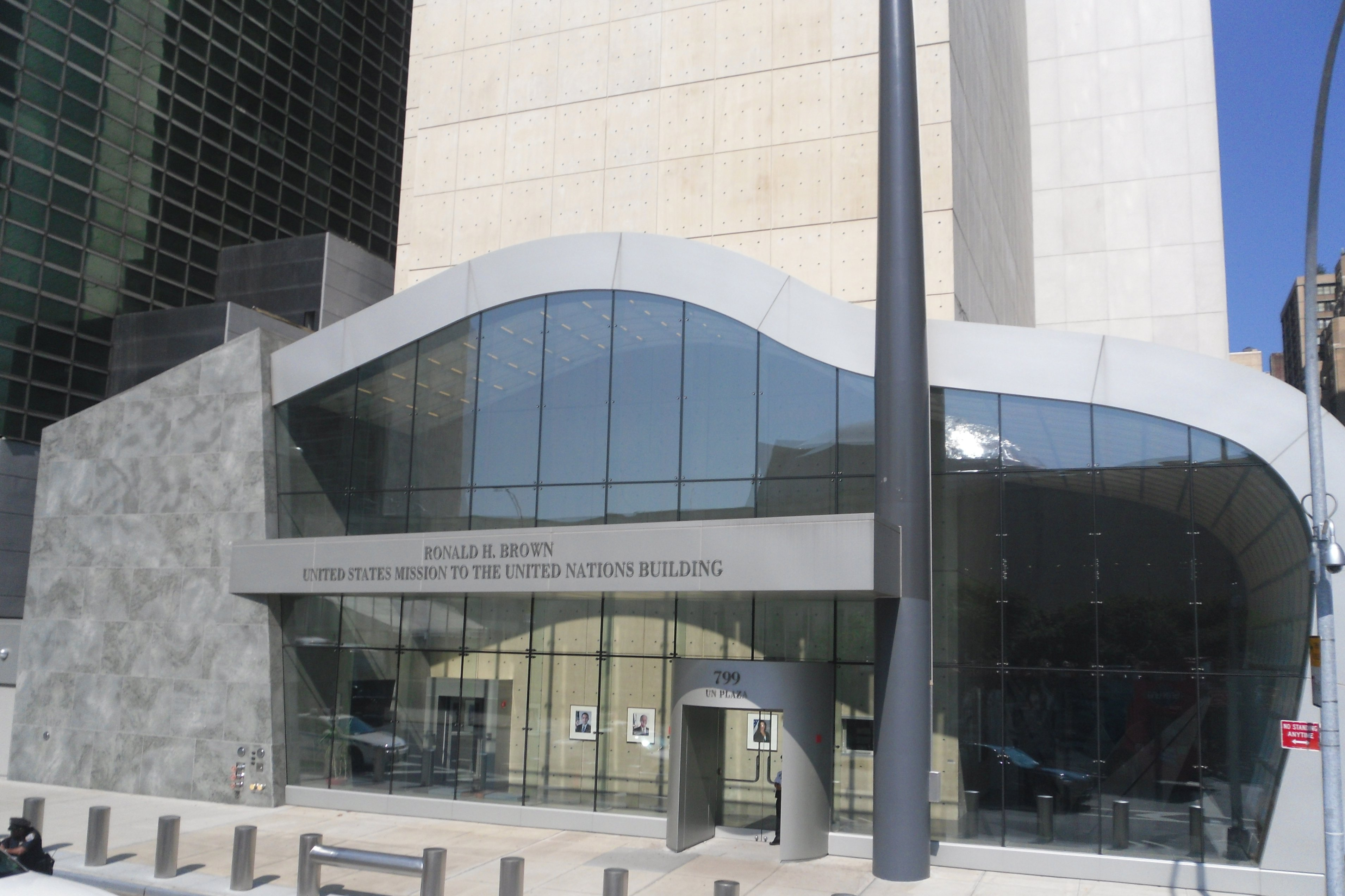
Здание Представительства США при ООН, названное в честь покойного министра торговли Рональда Брауна

Представительство США при ООН — формальное название делегации Соединённых Штатов Америки в Организации Объединённых Наций. 
Каждая страна в ООН имеет делегацию, но не все являются членами Совета Безопасности ООН. Представительство США является одним из 51 членов-учредителей в соответствии с Уставом Организации Объединенных Наций.

## Описание
В представительстве есть несколько основных руководящих должностей. Представитель США при Организации Объединённых Наций возглавляет представительство. Полное и точное название должности представителя:
«Постоянный представитель Соединённых Штатов Америки при Организации Объединённых Наций, имеющий звание и статус Чрезвычайного и полномочного посла, Представитель Соединённых Штатов Америки в Совете Безопасности Организации Объединённых Наций».
Эта должность также известна как просто Постоянный представитель США или «полпред» при Организации Объединенных Наций.
Постоянному представителю США, в настоящее время Келли Крафт, поручено представлять Соединённые Штаты в Совете Безопасности ООН и почти на всех пленарных заседаниях Генеральной Ассамблеи, за исключением тех случаев, когда к примеру Госсекретарь или Президент США посещают заседание. Как и все послы Соединённых Штатов, должен быть представлен к назначению Президентом и утверждён Сенатом.
Этот пост занимали многие видные американские политики и дипломаты: Генри Кэбот Лодж, Эдлай Стивенсон, Джордж Буш-старший, Дэниэл Патрик Мойнихэн, Джин Киркпатрик, Ричард Холбрук, Мадлен Олбрайт и Билл Ричардсон.
Считается должностью в ранге Кабинета, не входящей в Кабинет со времён администрации Клинтона (с перерывом на время президентства Буша-младшего).
Другие руководящие роли в представительстве также известны как послы ООН, но с конкретными названиями, в зависимости от занимаемой ими позиции.